# San Parteo
Le San Parteo (San Parteu en langue corse) est un sommet montagneux situé en Corse. Il s'élève à 1 680 mètres d'altitude, entre la vallée de la Mélaja affluent de la rivière Tartagine et la vallée du Fiumi di Regino. Il domine Feliceto sur son versant nord-ouest et Pioggiola sur son versant nord-est.

## Géographie
Le San Parteo est situé à cheval sur les communes de Pioggiola et Feliceto. Il fait partie d'une chaîne montagneuse qui délimite à la fois toute la partie nord-ouest du parc naturel régional de Corse et la partie occidentale du Giussani. Cette chaîne comprend de remarquables sommets qui sont principalement Capu Ladroncellu (2 145 mètres), Monte Corona (2 144 mètres), Capu a u Dente (2 025 mètres), Punta Radiche (2 012 mètres), Monte Grosso (1 937 mètres) et San Parteo, et qui forment une grande partie de l'écrin du Giussani.

## Histoire

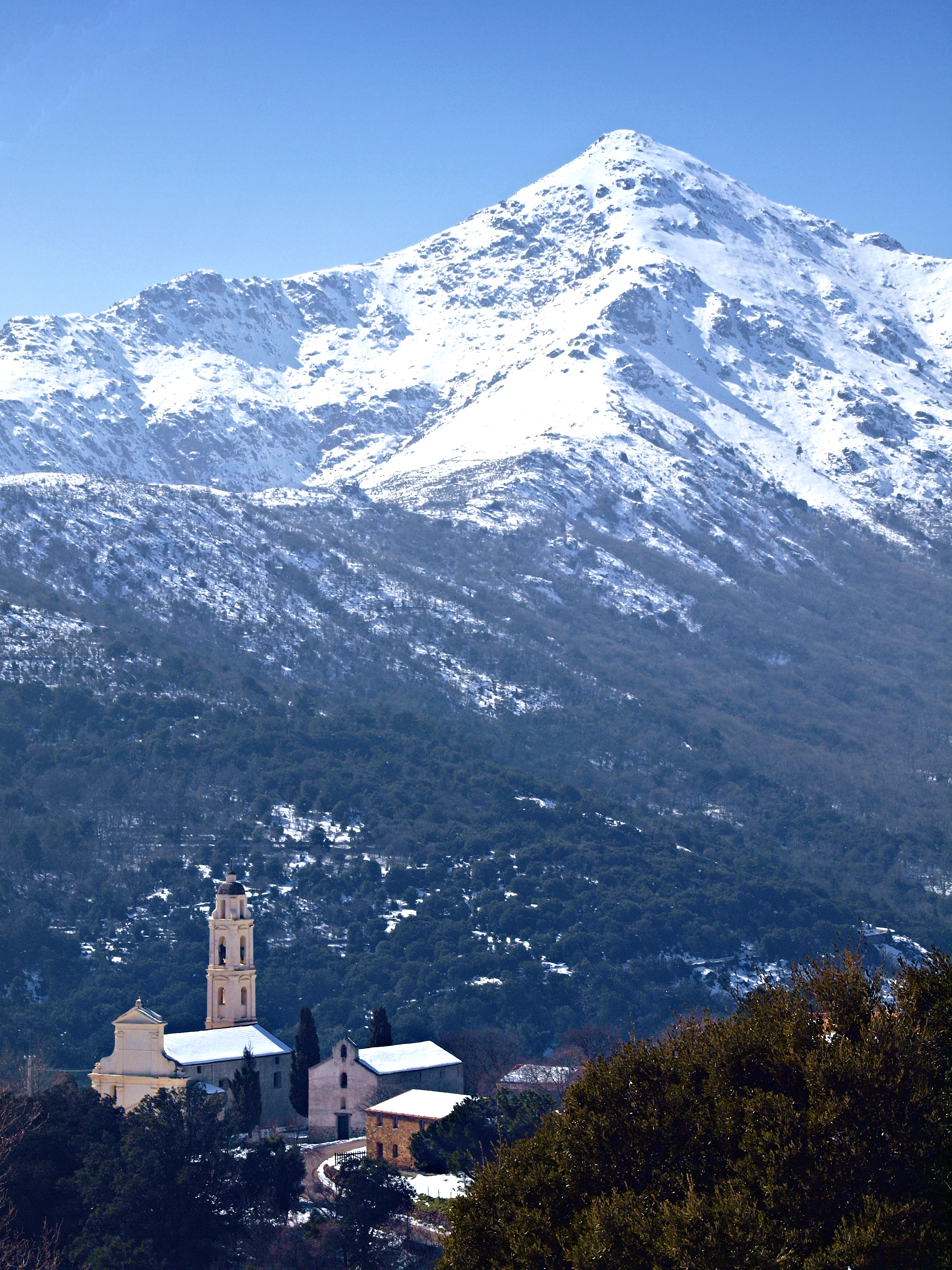
Le San Parteo vu d'Olmi-Cappella

Jusqu'en 1935 tous les lundis de Pâques se déroulait une procession jusqu'à un oratoire aujourd'hui ruiné, situé à 1 600 mètres d'altitude sous le San Parteo. La chapelle était dédiée à Saint-Parthée (San Parteu), un saint du Ve siècle qui était très populaire dans le Giussani.
Depuis 2007, la traditionnelle procession du San Parteo a été remise au goût du jour par l'office du tourisme du Giussani à Olmi-Cappella et plusieurs associations locales. Le dernier dimanche de juillet est organisée la procession du San Parteo, saint qui aurait béni la Balagne au Ve siècle.
San Parteo a donné son nom à la nouvelle confrérie San Parteu née de la fusion des anciennes confréries du Giussani : Santa Croce (Sainte-Croix) de Pioggiola, Sant’Antone Abbate (Saint-Antoine Abbé) d’Olmi Cappella, San Ghjacumu (Saint-Jacques) de Vallica et Santa Croce (Sainte-Croix) de Mausoléo.

## Randonnées

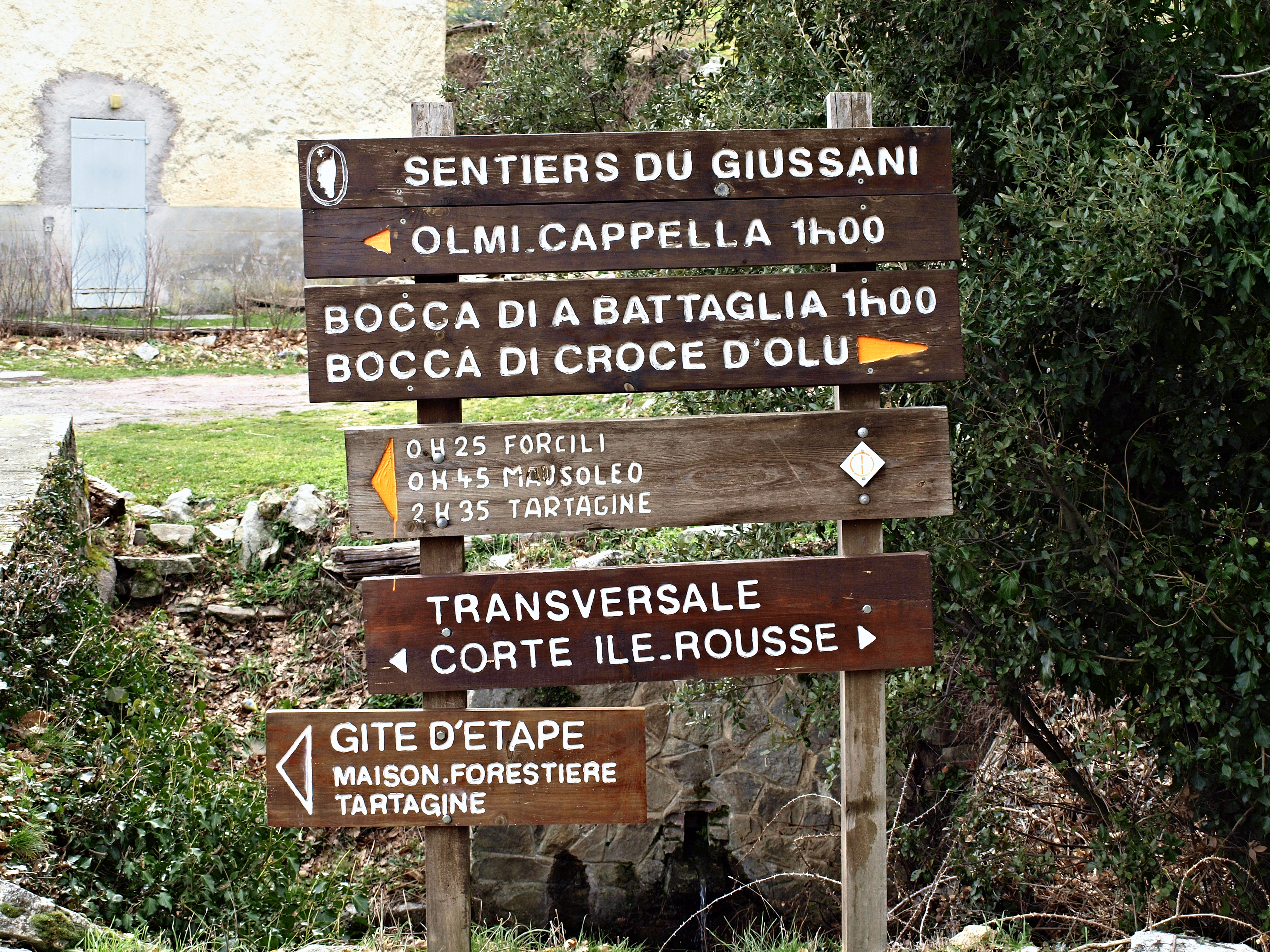
Sentiers à partir de Pioggiola

Quoique n'étant pas des plus élevés, le San Parteo n'est pas d'accès aisé. Certains empruntent un sentier partant de Feliceto ; mais cette voie est devenue scabreuse en raison d'importants éboulements. Le chemin le plus abordable suit les crêtes depuis Bocca di a Battaglia (1 101 mètres) sur la route D63. Une autre voie est également offerte à partir de Pioggiola avec le sentier Corte – L'Île-Rousse qu'il faut suivre jusqu'au col de Bocca di Croce d'Olu (1 087 mètres) pour ensuite rejoindre le sentier des crêtes passant par Monte Tolu (1 332 mètres) jusqu'au San Parteo.